# Aunay-sous-Crécy
Aunay-sous-Crécy is een gemeente in het Franse departement Eure-et-Loir (regio Centre-Val de Loire) en telt 644 inwoners (1999). De plaats maakt deel uit van het arrondissement Dreux.

## Geografie
De oppervlakte van Aunay-sous-Crécy bedraagt 8,4 km², de bevolkingsdichtheid is 76,7 inwoners per km².
De onderstaande kaart toont de ligging van Aunay-sous-Crécy met de belangrijkste infrastructuur en aangrenzende gemeenten.

## Demografie
Onderstaande figuur toont het verloop van het inwonertal (bron: INSEE-tellingen).